# Wojciech Wierzejski
Wojciech Wierzejski (phát âm [ˈvɔjtɕɛɣ vjɛˈʐɛjskʲi]; sinh ngày 6 tháng 9 năm 1976 tại Biała Podlaska) là một cựu chính trị gia người Ba Lan và cựu Thành viên Nghị viện Châu Âu (MEP) tại Warsaw với Liên đoàn Gia đình Ba Lan, một bộ phận của tổ chức Độc lập và Dân chủ, và là thành viên trong Ủy ban về các vấn đề hiến pháp thuộc Nghị viện Châu Âu. Wojciech Wierzejski từng làm đại diện cho Ủy ban Văn hóa và Giáo dục và là thành viên của Phái đoàn quan hệ với Belarus.
Một tháng trước cuộc diễu hành LGBT tại Warsaw diễn ra vào năm 2006, Wojciech Wierzejski đã phát ngôn rằng: "Nếu những kẻ lầm đường lạc lối này bắt đầu biểu tình, họ cần bị đánh đòn bằng một cây gậy to tướng." Wojciech Wierzejski đặc biệt gửi lời đe dọa đến các chính trị gia người Đức mà có thể tham gia cuộc diễu hành này. Các phát ngôn này của Wojciech Wierzejski đã gây sự chú ý của dư luận ở Ba Lan và khắp Châu Âu.

## Giáo dục
- 2000: Thạc sĩ Triết học và Xã hội học, Đại học Warsaw

## Sự nghiệp
- 2002-2004: Ủy viên Hội đồng và Phó thống đốc của tỉnh Mazowieckie
- 2004: Thủ quỹ của Liên đoàn Gia đình Ba Lan